# Parco regionale dei Colli Euganei
Přírodní park Colli Euganei („Parco regionale dei Colli Euganei") je jeden z pěti přírodních parků v regionu Benátsko v Itálii. Nachází se v provincii Padova. Byl zřízen zákonem č. 38 ze dne 10. října 1989 a zahrnuje 15 obcí. Zvláštní krajinu Euganejské vrchoviny, její geologickou formaci, flóru, faunu a kulturní bohatství, zákon prohlásil za chráněné území, včetně horkých pramenů, které zde v horách pramení a kterým za svůj status známých lázní vděčí Abano Terme, Montegrotto Terme a Galzignano Terme. Je vulkanického původu, rozkládá se na ploše přibližně 18000 hektarů a nabízí široký výběr rekreačních, přírodních, historických a turistických aktivit.

## Administrativa
Park má své správní sídlo v Este. V čele správy jsou prezident a ředitel. Sedm členů výkonného výboru (i samotný prezident je jedním z nich) je zodpovědných za konkrétní oblast (prezident za organizaci, rozpočet a personální plánování, zbytek za zemědělství a lesnictví, stavebnictví, kulturu a cestovní ruch, ochranu životního prostředí, územní plánování, podporu regionu a jeho rozvoj). Součástí správy parku jsou také místní a regionální zástupci, a to vždy jeden za obec (celkem 15) a tři za provincii Padova a region Veneto, mimo to ještě šestičlenný technicko-vědecký výbor.

## Cíle správy regionálního parku / projekty
Je to především ochrana přírody a kulturních statků, ale také podpora ekologicky udržitelného zemědělství a cestovního ruchu. Administrativa si v tomto ohledu stanovila řadu projektů, které byly v průběhu let postupně provedeny nebo se provádět budou.
Mezi ně patří například opatření prováděná částečně s finančními prostředky EU:
- Infrastruktura: zřizování sítě turistických cest, vydávání mapových materiálů, zřizování malých parkovišť s možnostmi pro piknik a vysvětlujících panelů ke geologii, flóře, fauně a kulturnímu dědictví Euganejské vrchoviny.
- Ochrana lesa, flóry a fauny: Katalog opatření k prevenci rizika vzniku lesních požárů, zřizování biotopů, udržování stavu hospodářských zvířat, zveřejňování informačních materiálů, vědecké studie o druzích ptáků, kteří v přírodním parku žijí..
- Územní plánování, podpora ekologicky šetrných stavebních metod.
- Iniciativy pro pěstování léčivých a užitkových rostlin.
- Ochrana a obnovování suchých luk, na kterých byla ukončena zemědělská činnost nebo byly dříve využívány jako parkoviště, pro skládky odpadu a pro motokros.
- Agroturistika a zřizování prodejen regionálních produktů v blízkosti turistických atrakcí.

## Obce
V přírodním parku se zcela nebo částečně nachází následujících 15 obcí:
- Abano Terme
- Arquà Petrarca
- Baone
- Battaglia Terme
- Cervarese Santa Croce
- Cinto Euganeo
- Este
- Galzignano Terme
- Lozzo Atestino
- Monselice
- Montegrotto Terme
- Rovolon
- Teolo
- Torreglia
- Vò